# 連楹
连楹宋代名鸡栖木，为東亞传统建筑中大门中槛（或上槛）内侧用于固定门扇转轴的一条横木，两端有孔朝下，与门枕凹孔上下垂直相对，以安门轴，连楹自身则通过门簪固定在中槛（或上槛）上。